# Лівійці (стародавні)

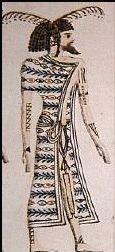
Лівієць. Зображення з гробниці Сеті I

Лівійці (дав.-гр. Λύβιοι, лат. Líbyes) — стародавнє населення Північної Африки, зокрема тих територій, які межували з затоками Великий і Малий Сирт (сучасні Туніс, Лівія і Єгипет).
Назва походить від давньоєгипетського «рібу» або ж «лібу» (rbw, rbj) — так у Єгипті з часів Стародавнього Царства називали кочовиків, що мешкали на захід від долини Нілу. Цей етнонім запозичили як стародавні євреї і фінікійці (у формі івр. לוּב), так і греки (у формі дав.-гр. Λύβιοι). З часів Римської імперії етнонім «лівійці» поступово витісняє назва бербери (дав.-гр. βάρβαροι, лат. barbari) від βάρβαρος, barbarus — «варвар» або ж власне берберського ber aber — «кочувати в складі племені».